# هانس خواكيم هاير
هانس خواكيم هاير هو عسكري ألماني، ولد في 20 أبريل 1922 في Rehungen ‏ في ألمانيا، وتوفي في 9 نوفمبر 1942 في سانت بطرسبرغ في روسيا بسبب قتل في المعركة.